# Bennett Tyler
Bennet Tyler (1783 - 1858) était un pasteur américain de l'église congrégationaliste. Il fut également président du Dartmouth College entre 1822 et 1828.